# Las Alpujarras

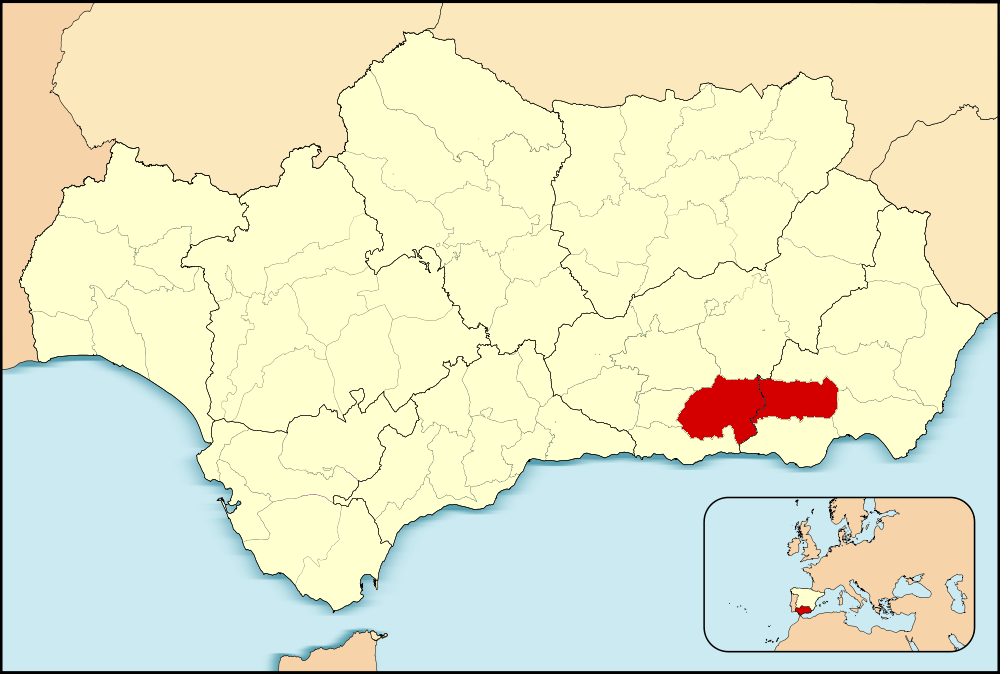
Las Alpujarras (Alpujarra), Andalusie, Španělsko

Las Alpujarras (Alpujarra) je historické a zeměpisné označení jižních svahů jihošpanělského pohoří Sierra Nevada a přilehlých údolí. Název pochází z arabštiny, al-basharāt, pohoří pastvin.

## Příroda

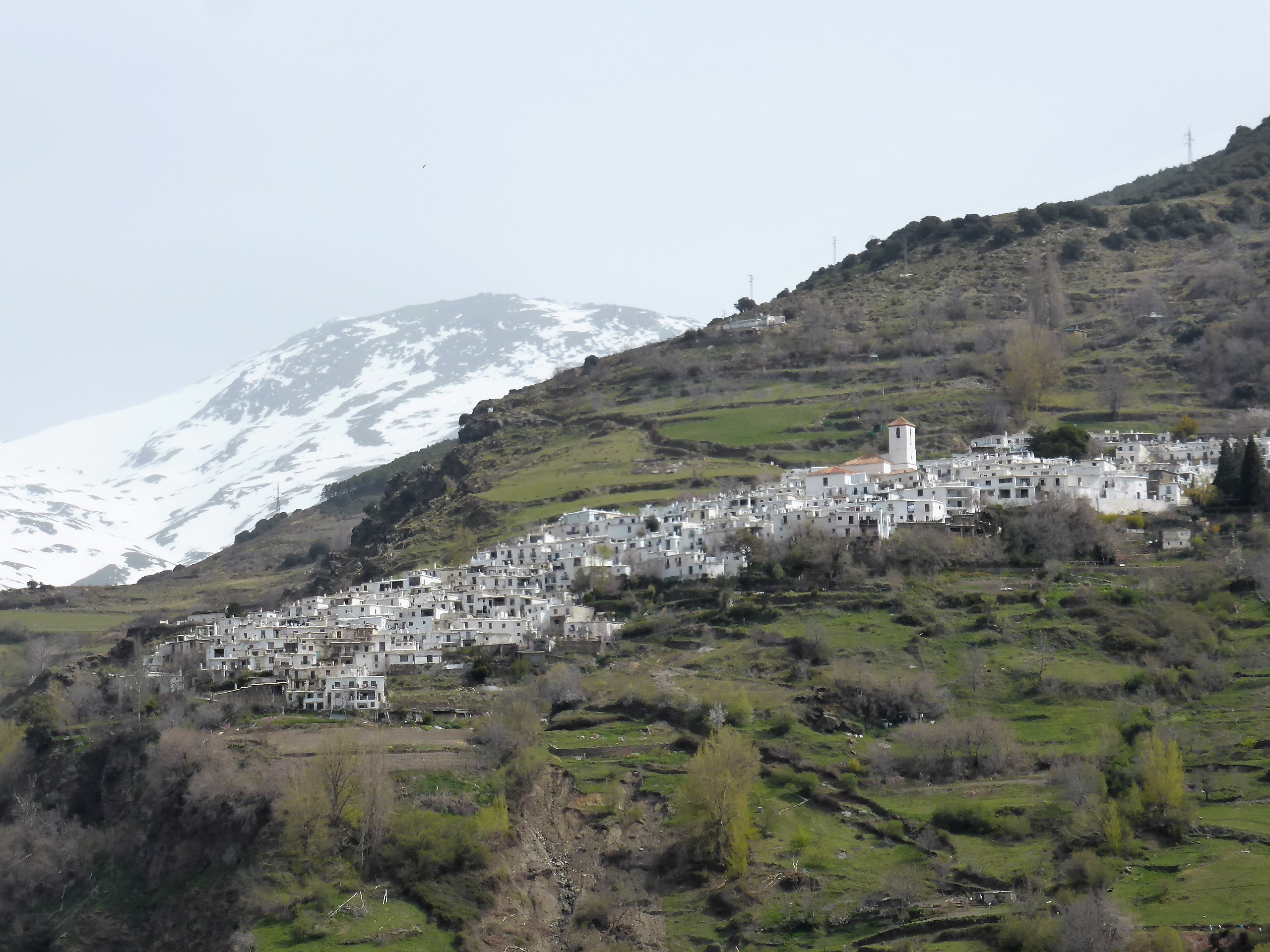
Obec Capileira

Jižní svahy Sierra Nevady zachytávají srážky od moře a v zimním a jarním období leží na horách sníh, takže ani během dlouhého a suchého léta horské prameny nevysychají. Díky tomu se v tomto regionu daří zemědělství. V údolích najdeme celou škálu subtropických plodin, zatímco ve vyšších nadmořských výškách se daří jabloním a třešním.

## Historie
Oblast osídlili Iberové, posléze Římané a Vizigóti. Dalšími obyvateli byli Berbeři, kteří se sem dostali po roce 711. Vybudovali zde zavlažovací systém, který se používá dodnes. Také současné vesničky na svazích Alpujarry připomínají severoafrické vzory – najdeme zde úzké uličky a malé domy s plochými střechami.
Po rekatolizaci byla tato oblast centrem dvou povstání (1499–1501 a 1568–1571), která byla potlačena a měla za následek zpustošení regionu. Do konce 16. století poklesl počet obyvatel regionu z původních 40 tisíc na 7 tisíc. V následujících staletích zůstala oblast chudá a zaostalá.

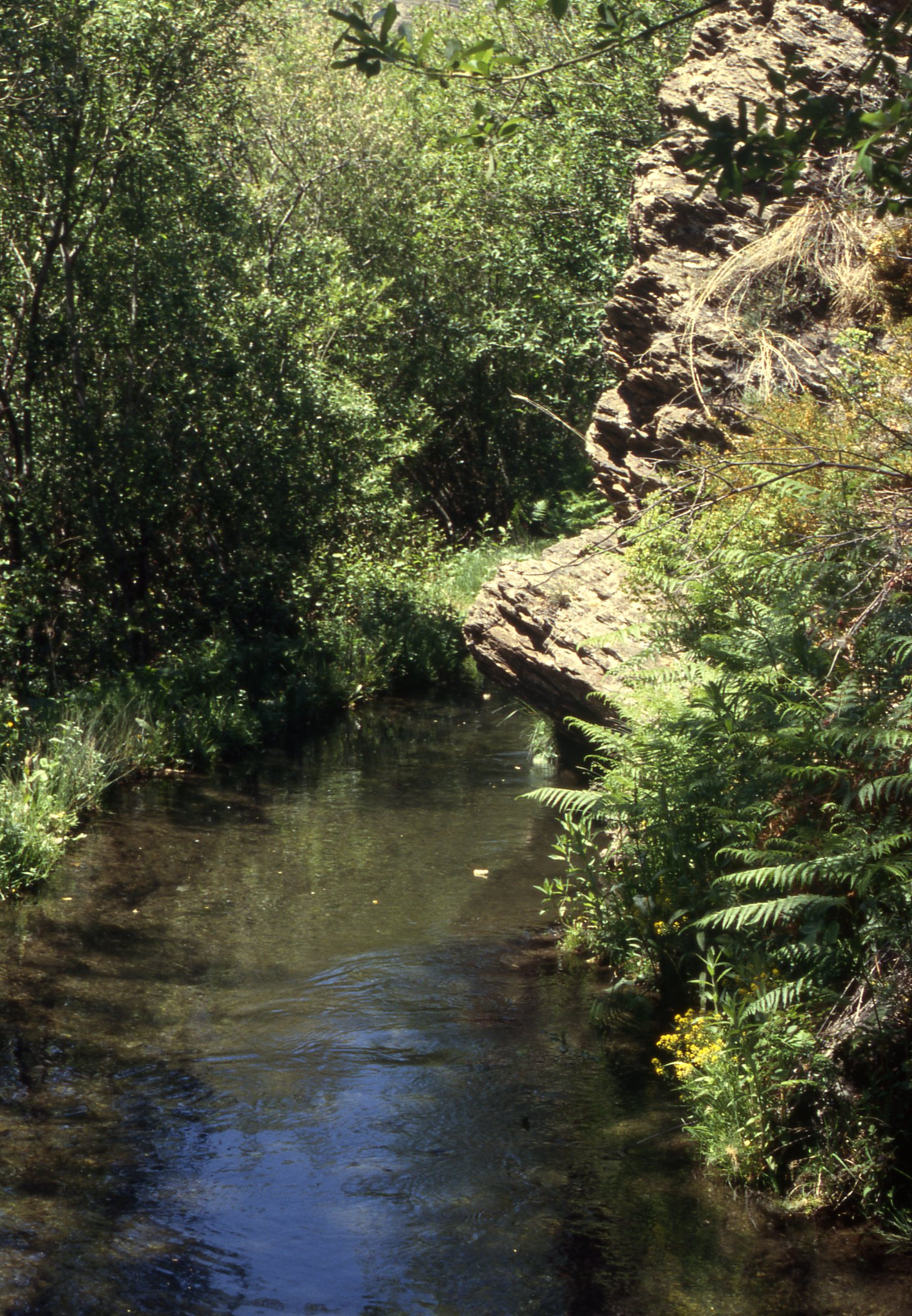
Acequia, starý zavlažovací kanál

Španělská občanská válka zde skončila až v roce 1942, kdy byl zlomen poslední republikánský partyzánský odboj. Tento region je oblíbeným cílem turistů.  

## Členění
Administrativní členění regionu je na západní část (provincie Granada) a východní část (provincie Almería). Další možné členění je na Alpujarra Alta (samotné svahy Sierra Nevada a přilehlého údolí řeky Andarax) a Alpujarra Baja (další pohoří a sídla jižně od Sierra Nevady směrem k moři, Sierra Gádor a Sierra de la Contraviesa).